# Órfãos da Terra
Órfãos da Terra (título en español: Huérfanos de su Tierra) es una telenovela brasileña producida y emitida por Rede Globo desde el 2 de abril de 2019, sustituyendo Espelho da Vida, hasta el 27 de septiembre de 2019, siendo sustituida por Éramos Seis. Fue la 93.ª telenovela exhibida en el horario de las 18 horas, y contó con 154 capítulos grabados.
Creada por Duca Rachid y Thelma Guedes y dirigida por André Câmara, la telenovela fue protagonizada por Julia Dalavia y Renato Góes, con las participaciones antagónicas de Herson Capri, Alice Wegmann, Carmo Dalla Vecchia y Anujú Dorigon y con las actuaciones estelares de Rodrigo Simas, Emanuelle Araújo, Danton Mello, Kaysar Dadour, Eli Ferreira, Ana Cecília Costa, Marco Ricca, Carol Castro, Eliane Giardini y Paulo Betti.

## Argumento
Tras ser víctimas de un bombardeo en Siria, Missade (Ana Cecília Costa) y Elias (Marco Ricca) huyen a Líbano con sus hijos, Jaled, niño que fue herido, y Laila (Julia Dalavia) - que acepta casarse con un poderoso jeque, Aziz Abdallah (Herson Capri) a cambio de dinero para pagar el tratamiento de su hermano. Sin embargo, cuando el niño muere, Laila escapa a Brasil con sus padres. Tras darse cuenta de esto, el jeque envía detrás de ella a Yamil (Renato Góes), hombre de su confianza y prometido de su hija, Dalilah Abdallah (Alice Wegmann), para que reciba su castigo. Inevitablemente se enamoran y se convierten en fugitivos de Aziz, quien también decide ir al país para asegurarse de que su matrimonio se cumpla. Misteriosamente, Aziz es asesinado, a lo que su hija, Dalilah, va a Brasil con un plan para vengarse de Yamil y Laila.

## Reparto
| Actor/Actriz        | Personaje                                    |
| ------------------- | -------------------------------------------- |
| Julia Dalavia       | Laila Faiek                                  |
| Renato Góes         | Yamil Zarif                                  |
| Alice Wegmann       | Dalila Abdallah / Basma Bakri                |
| Carmo Dalla Vecchia | Paul Abbás                                   |
| Rodrigo Simas       | Bruno Monte Castelli                         |
| Anajú Dorigon       | Camila Nasser                                |
| Kaysar Dadour       | Fauze                                        |
| Emanuelle Araújo    | Zuleika Nasser                               |
| Danton Mello        | Antonio Carlos Almeida (Delegado Almeidinha) |
| Bia Arantes         | Valéria Augusta                              |
| Guilherme Fontes    | Norberto Monte Castelli                      |
| Leona Cavalli       | Teresa Monte Castelli                        |
| Ana Cecília Costa   | Missade Faiek                                |
| Marco Ricca         | Elias Faiek                                  |
| Carol Castro        | Drª. Helena Torquato                         |
| Eliane Giardini     | Rânia Anssarah Nasser                        |
| Paulo Betti         | Miguel Nasser                                |
| Bruno Cabrerizo     | Hussein Zarif                                |
| Allan Souza Lima    | Youssef Abdallah                             |
| Veronica Debom      | Sara Roth Fischer / Maria                    |
| Marcelo Médici      | Abner Blum                                   |
| Mouhamed Harfouch   | Ali Al Aud                                   |
| Luana Martau        | Latifa                                       |
| André Coimbra       | Padre Zoran                                  |
| Simone Gutiérrez    | Aline Nasser Batista                         |
| Guilhermina Libanio | Cibele Nasser                                |
| Filipe Bragança     | Benjamin Nasser Batista                      |
| Glicério do Rosário | Caetano Batista                              |
| Nicette Bruno       | Ester Blum                                   |
| Osmar Prado         | Bóris Fischer                                |
| Betty Gofman        | Eva Roth Fischer                             |
| Flávio Migliaccio   | Mamede Al Aud                                |
| Paula Burlamaqui    | Drª. Letícia Monteiro                        |
| Eduardo Mossri      | Dr. Faruk Murad                              |
| Vitor Thiré         | Davi Roth Fischer                            |
| Blaise Musipere     | Jean-Baptiste                                |
| Eli Ferreira        | Marie Patchou                                |
| Ana Guasque         | Mágida Hadi                                  |
| Lola Fanucchi       | Muna Al Aud                                  |
| Leandro Firmino     | Detetive Tomás                               |
| Luciano Salles      | Dr. Rogério Pessoa                           |
| Darília Oliveira    | Aida Abdallah                                |
| Yasmin Garcez       | Fairuz Abdallah                              |
| Cristiane Amorim    | Santinha                                     |
| Gabi Costa          | Nazira Murad                                 |
| Rafael Sun          | Arthur Nasser Batista (Arthurzinho)          |
| Letícia Carnaval    | Yasmin Hadi / Yasmin Nasser Batista          |
| Sophia Roffe        | Hadiye                                       |
| Max Lima            | Martim                                       |

### Participaciones especiales
| Actor/Actriz      | Personaje                    |
| ----------------- | ---------------------------- |
| Herson Capri      | Jeque Aziz Abdallah          |
| Letícia Sabatella | Soraia Anssarah Abdallah     |
| Rodrigo Vidal     | Jaled Faiek                  |
| Alexandre Moreno  | Delegado Evandro             |
| Raquel Fabbri     | Estela                       |
| Rafael Sieg       | Rodrigo Torquato             |
| Beatrice Sayd     | Samira                       |
| Álvaro Brandão    | Ahmed                        |
| Thales Miranda    | Arthurzinho (5 años de edad) |